# Strażnica KOP „Kołosowo”

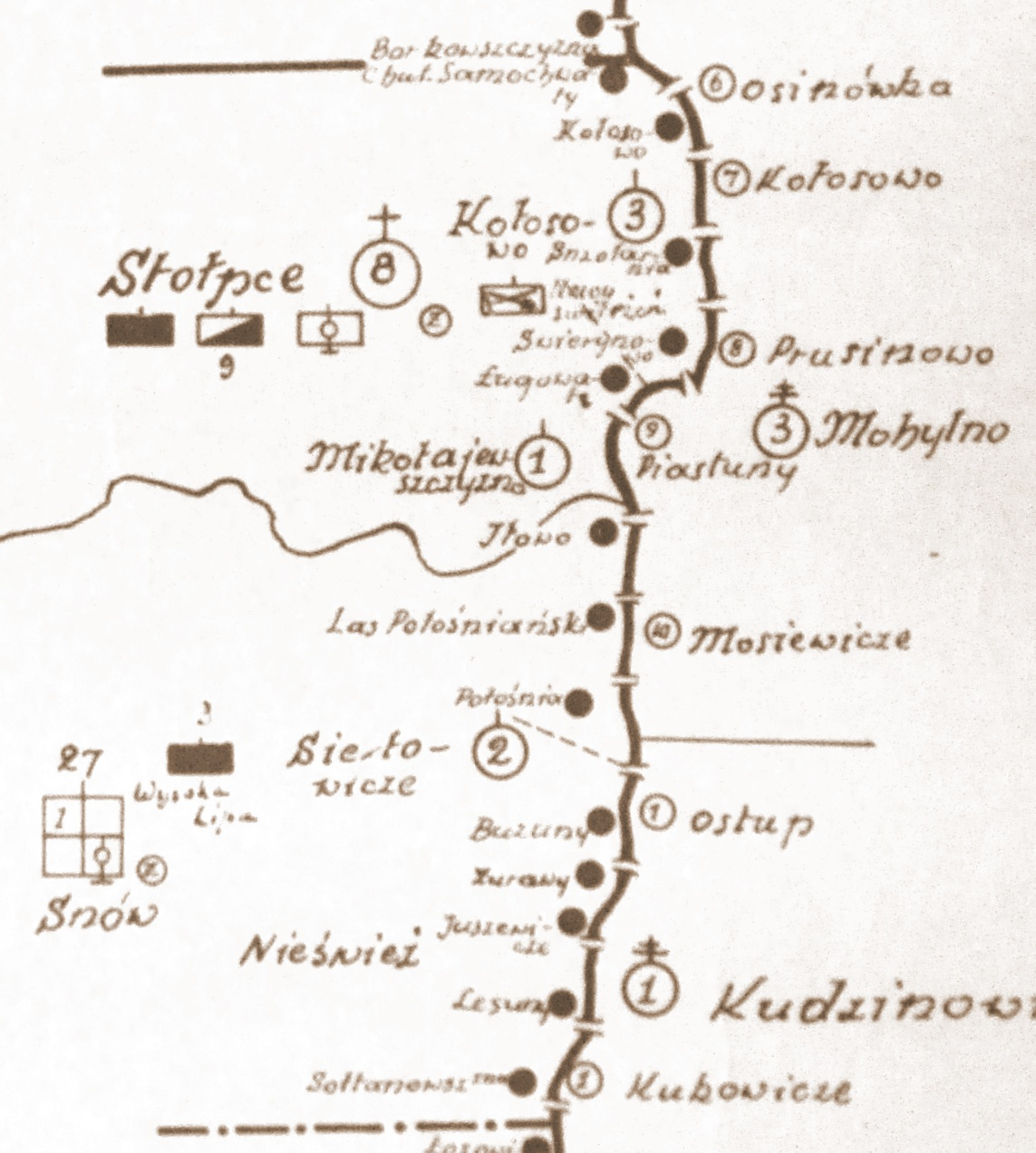
Szkic rozmieszczenia batalionu KOP „Stołpce” w 1931

Strażnica KOP „Kołosowo” – zasadnicza jednostka organizacyjna Korpusu Ochrony Pogranicza pełniąca służbę ochronną na granicy polsko-sowieckiej.

## Formowanie i zmiany organizacyjne
W 1924, w składzie 2 Brygady Ochrony Pogranicza, został sformowany 8 batalion graniczny. W 1928 w skład batalionu wchodziło 13 strażnic. 66 strażnica KOP „Kołosowo”  w latach 1928 – 1939 znajdowała się w strukturze 3 kompanii KOP „Kołosowo”  batalionu KOP „Stołpce” z pułku KOP „Snów”. Strażnica liczyła około 18 żołnierzy i rozmieszczona była przy linii granicznej z zadaniem bezpośredniej ochrony granicy państwowej.
W 1932 obsada strażnicy zakwaterowana była w budynku KOP. Strażnica znajdowała się w miejscu postoju dowództwa kompanii.

## Służba graniczna
Podstawową jednostką taktyczną Korpusu Ochrony Pogranicza przeznaczoną do pełnienia służby ochronnej był batalion graniczny. Odcinek batalionu dzielił się na pododcinki kompanii, a te z kolei na pododcinki strażnic, które były „zasadniczymi jednostkami pełniącymi służbę ochronną”, w sile półplutonu. Służba ochronna pełniona była systemem zmiennym, polegającym na stałym patrolowaniu strefy nadgranicznej, wystawianiu posterunków alarmowych, obserwacyjnych i kontrolnych stałych, patrolowaniu i organizowaniu zasadzek w miejscach rozpoznanych jako niebezpieczne, kontrolowaniu dokumentów i zatrzymywaniu osób podejrzanych, a także utrzymywaniu ścisłej łączności między oddziałami i władzami administracyjnymi. Strażnice KOP stanowiły pierwszy rzut ugrupowania kordonowego Korpusu Ochrony Pogranicza.
Strażnica KOP „Kołosowo” w 1932 ochraniała pododcinek granicy państwowej szerokości 5 kilometrów 549 metrów od słupa granicznego nr 775 do 783, a w 1938 pododcinek szerokości 5 kilometrów 549 metrów od słupa granicznego nr 773 do 782.
Wydarzenia:
- 3 stycznia 1928 na pododcinku strażnicy „Kołosowo” dokonano wymiany więźniów politycznych. Przekazano 9 „bolszewików” w zamian za 29 polskich więźniów politycznych[14].

Sąsiednie strażnice:
- strażnica KOP „Samochwały” ⇔ strażnica KOP „Smolarnia” - 1928[3], 1929[4], 1931[5] , 1932[6], 1934[7], 1938[8]

## Walka o strażnicę w 1939
17 września 1939 strażnicę atakowali pogranicznicy z 16 oddziału ochrony pogranicza NKWD. Załoga stawiła krótkotrwały opór. Do 5:00 strażnica została zdobyta. Załoga strażnicy po walce, w której nieprzyjaciel użył artylerii, zdołała wycofać się.